# Maria Bashir
Maria Bashir (en persa: ماریا بشیر‎) (Herat, 1970) es una abogada activista por los derechos de la mujer afgana. Fue la primera mujer fiscal en la historia de Afganistán, ocupando el cargo de fiscal general de la provincia de Herat entre 2009 y 2014. Fue distinguida con el Premio Internacional a las Mujeres de Coraje en 2011.
Tuvo más de 15 años de experiencia en el servicio civil afgano (a pesar de la oposición de los talibanes, policías corruptos, amenazas de muerte, e intentos fallidos de asesinato). Se le prohibió trabajar durante el período talibán,  y pasó su tiempo educando a sus hijos "ilegalmente" en su residencia, porque no podía salir de su casa ya que era ilegal que las mujeres fueran vistas sin escolta por hombres en las calles. Con su enfoque principal en la erradicación de la corrupción y la opresión de las mujeres, ha manejado alrededor de 87 casos solo en 2010.
Reconociendo su trabajo, el Departamento de Estado de los Estados Unidos le otorgó el Premio Internacional a las Mujeres de Coraje, que se otorga anualmente a mujeres de todo el mundo que han demostrado liderazgo, coraje, ingenio y disposición a sacrificarse por los demás, especialmente para mejorar promoción de los derechos de las mujeres, a menudo en riesgo para sus propias vidas.  
Bashir también apareció en el 2011 en Time 100, una lista anual de las 100 personas más influyentes del mundo compuesta por la revista Time.

## Primeros años y educación
Bashir, la hija mayor de su familia, era una estudiante brillante desde sus días escolares. Recibió el aliento de su difunto padre para continuar sus estudios más allá del nivel escolar, en un país que tiene una actitud muy restrictiva hacia las mujeres. Cuando los exámenes de ingreso para su educación de posgrado le obligaron a elegir tres opciones, llenó la solicitud con 'Ley' debajo de todas. El ministro de Educación Superior, que evalúa y aprueba las solicitudes, quedó impresionado por su determinación y la aprobó para estudiar derecho. Se graduó en 1994 tras cuatro años de estudio en Derecho en la Universidad de Kabul y luego hizo un posgrado de un año en Kabul como fiscal.

## Vida personal
En 1996, después de graduarse, Bashir se casó, como segunda esposa, con un hombre progresista que dirige un negocio de importación con sede en China y se mudó a su ciudad Herat. Maria tiene dos hijos y una hija hija, han tenido que estudiar con profesores particulares dentro de sus casas por las continuas amenazas de muerte que han recibido principalmente Bashir, pero también los demás miembros de la familia. El hijo mayor estudió en Alemania viviendo con su tía (hermana de Maria).

## Bajo el régimen Talibán
Después de graduarse, Bashir comenzó su carrera en la oficina del Fiscalía General como investigadora criminal en Kabul. Poco después de su traslado a Herat, en 1995, los talibanes ocuparon la ciudad e impidieron que las mujeres trabajaran. Bashir tuvo que permanecer dentro de su casa, como otras mujeres, hasta 2001, con la invasión estadounidense. En ese año las mujeres comenzaron a trabajar nuevamente (todavía con muchísimas resistencia social), momento en el que retomó su papel anterior como Investigadora Criminal. Los talibanes, dentro de su período de gobierno, hicieron ilegal para las niñas la educación o trabajar, asegurándose de que siguieran dependiendo de los hombres. Bashir estudió a escondidas, en su residencia, con estudiantes que contrabandeaban libros y otros artículos necesarios para sus estudios dentro de bolsas de compras. Ella creía que el régimen talibán caería y quería que las mujeres estuvieran listas para unirse a la fuerza laboral cuando esto sucediera. Los talibanes estaban al tanto de sus actividades y convocaron a su esposo dos veces para contarle lo que estaba haciendo, como forma de coerción.

## De regreso en la Fiscalía
En septiembre de 2006, el entonces fiscal general, (considerado un conservador), visitó Herat, para reunirse con fiscales de cuatro provincias. Bashir era la única mujer presente. Al final de su discurso, ella cuestionó su política para mejorar la Oficina del Fiscal, específicamente en relación con permitir que las mujeres trabajen allí. El fiscal general expresó su aprobación sobre este último, y expresó su satisfacción con su trabajo como fiscal asistente en la investigación sobre la muerte de la poeta y periodista Nadia Anjuman, en donde Bashir había presentado cargos de asesinato contra el esposo de Nadia. Antes de abandonar Herat a finales de ese mes, el fiscal general del estado ya había designado a Bashir como fiscal general de la provincia de Herat.
El presidente afgano Ashraf Ghani Ahmadzai, el 27 de diciembre de 2014, en una reacción colérica, despidió a Maria Bashir de su cargo de fiscal general de la provincia occidental de Herat, sin explicación pública. Ella calificó la decisión del presidente Ghani de "injusta". Agregó además que no le quedaba claro por qué fue despedida repentinamente.

## Críticas a la constitución afgana
El nombramiento de Bashir fue bien recibido por el entonces gobierno de los Estados Unidos como un progreso significativo en la occidentalización del país después del gobierno talibán. El entonces Secretario de Estado de los Estados Unidos Condoleezza Rice invitó a Bashir a  Washington para honrar el progreso. Bashir, sin embargo, fue crítica y afirmó que, aunque la nueva constitución proporcionaba los mismos derechos a las mujeres, muchos jueces todavía se suscribían  a la antigua Ley sharia. Después de afirmar que la falta de libertad de las mujeres se veía al elegir a sus parejas, señaló que si bien los hombres no eran juzgados por adulterio, las mujeres seguían siendo lapidadas por cargos similares. Al comentar sobre el sesgado proceso de divorcio y la forma en que los esposos obtenían la custodia de los hijos, dijo que las mujeres preferían el suicidio a esto último. Al informar más sobre los problemas de corrupción que prevalecen en Afganistán, sugirió una reorganización estructural, con el fin de nombrar a las personas en función de su origen étnico, como estaba haciendo Hamid Karzai. También recomendó que los esfuerzos de anticorrupción solo podían tener éxito si se combinaban con aumentos salariales para los servidores públicos, ya que los escasos salarios que recibían los obligaban a buscar "en otra parte" para complementarlos. También mostró su preocupación por la falta de poder de ejecución de las leyes, lo que hace que el sistema legal sea impotente.

## Intentos de asesinato
La críticas de Bashir no fueron tomadas bien por los extremistas o conservadores, sobre todo por ser una mujer. A ello se sumaron las actividades anticorrupción y su envalentonado a las mujeres víctimas de abuso doméstico para llevar a sus esposos a los tribunales. Ella comenzó a recibir amenazas telefónicas, pidiendo su renuncia. Algunos clérigos basados en Herat también emitieron un fatwa sobre mujeres sin escolta en lugares públicos. Esto alarmó a Bashir, quien solicitó a las autoridades estatales que le proporcionaran seguridad. Pero las autoridades estatales no prestaron atención a sus solicitudes y, más tarde, en 2007, una bomba explotó en el exterior de su casa, sus hijos generalmente jugaban afuera pero ese día estaba lloviendo, y por lo tanto sus hijos estaban adentro y se salvaron. Al ver las amenazas a su vida, el gobierno estadounidense contrató a guardias armados y le proporcionó un coche blindado. En otro incidente, uno de los hijos de sus guardaespaldas fue secuestrado y asesinado, ya que los perpetradores lo confundieron con el hijo de Bashir. Eventos como este obligaron a los hijos de Bashir a estudiar en casa, lo que preocupa a Bashir por haber sido la razón por la que no recibieron una educación formal.

## Premios y distinciones
- Premio Internacional a las Mujeres de Coraje - 2011[9]
- Puesto 75 en las 100 personas más influyentes del mundo - Revista Time 2011[10]
- Jewels of Muslim Worlds Award (Premio Joyas del mundo musulmán) - 2015[11]

## Actualidad
Bashir ha formado la organización Afghan Women Unity Organization AWUO (Organización para la Unidad de Mujeres Afganas) en 2016, una organización sin fines de lucro que lucha por el empoderamiento de las mujeres y sus derechos, crear empleos y medios de vida para las mujeres, reducir la violencia contra las mujeres y defender los derechos de las mujeres.